# Lengua medieval de las comarcas churras
La lengua medieval de las comarcas churras o aragonés medieval de las comarcas churras es la lengua que se hablaba en las comarcas valencianas conocidas como comarcas churras (Alto Mijares, Alto Palancia, Rincón de Ademuz, Los Serranos, Hoya de Buñol y Canal de Navarrés) durante la Edad Media, tras la reconquista de estas tierras a los musulmanes por la Corona de Aragón. Se engloba por los lingüistas dentro del dominio lingüístico navarroaragonés. Era una lengua muy parecida al aragonés medieval de las comunidades aragonesas. Sufrió una evolución hacia formas más parecidas al castellano (castellanización) hasta dar en el actual dialecto español churro, variedad dialectal del español con aragonesismos del substrato aragonés y valencianismos del adstrato valenciano.